# Загоровская, Ксения Валдовна
Ксения Валдовна Загоровская (род. 27 марта 1957, Рига) — советская и латвийская журналистка, редактор, автор книг о жизни замечательных людей.

## Биография
Родилась в интеллигентной семье. Предки по линии матери, Евгении Евстафьевны Лаврентьевой (1929), жили в Риге с 1827 года, родители отца Валдиса Петровича Ошкая (1924—1974) — в Лимбажском районе. Валдис Ошкая был ученым, химиком, микробиологом, доктором наук. Он автор сотен научных публикаций, книг. Мать всю жизнь отработала фармацевтом в аптеке Окружного военного госпиталя. Обе дочери Валдиса и Евгении стали журналистками.
Ксения Ошкая окончила престижную Рижскую среднюю школу № 34 с английским уклоном в 1974 году и сразу поступила на факультет журналистики Латвийского государственного университета, который с отличием окончила в 1979 году.
До 1986 года работала в знаменитой рижской газете «Советская молодежь» вместе с такими мэтрами печатного слова, как Пётр Вайль, Виктор Резник-Мартов, Роман Бакалов, Ирина Винник, Анатолий Каменев, Юрий Житлухин.
Как наиболее перспективный журналист молодёжной газеты была приглашена в главное печатное издание Латвийской ССР — орган Верховного Совета, Совета министров и ЦК Компартии Латвии, газету «Советская Латвия».
В 1989 году возглавила вновь созданную независимую еженедельную газету «Земля Балтии» («Zeme»), известную тем, что выходила на русском и латышском языках одинаковыми тиражами, представляя тем самым уникальный для Латвии интеграционный медийный проект. До 1998 года была главным редактором издания.
В 1998 году была приглашена в новую ежедневную газету «Час» заведующей отделом социума. С 2000 по 2008 год была главным редактором этой газеты, в 2006 году выдвигалась в Сейм.
В течение полутора лет вела радиопередачу на радио «Балтком».
Была главным редактором журнала «Архитектура и дизайн Балтии».
Автор книг «Маэстро Паулс» (Рига, 2011), «Мелодия его жизни» (Москва, АСТ, 2015) — о композиторе Раймонде Паулсе, "Аромат «Дзинтарса» — история старейшего и крупнейшего парфюмерно-косметического предприятия Балтии (Рига, 2016), «Начальник последней станции. Иван Озолин и Лев Толстой: пересечение судеб» (Рига, 2016).
Вице-президент Союза журналистов Латвии, член жюри ряда творческих конкурсов.

## Книги
Начиная с 2012 года Ксения Загоровская работает как автор и редактор книг о жизни замечательных людей и автобиографических и мемуарных изданий.

### Маэстро Паулс
Первую книгу о самом известном латвийском композиторе Раймонде Паулсе написал его друг и соавтор, поэт Янис Петерс в 1986 г. В 1989 году в Москве вышла книга «Мелодии в ритме жизни». «Маэстро Паулс» Ксении Загоровской — третья по счету и наиболее полная биография композитора на русском языке.
Изначально издание должно было быть авторским переводом одноимённой книги Яниса Петерса и Анджила Ремеса, однако изменения в концепцию внёс сам герой: он считал что русского читателя больше интересует его сотрудничество с Аллой Пугачевой, Ильей Резником, Валерием Леонтьевым, ранние произведения, получившие всесоюзную популярность («Синий лён»).
При сборе этой дополнительной информации К.Загоровская проинтервьюировала многих известных людей, работавших с Паулсом. Это поэты Евгений Евтушенко и Илья Резник, певицы Лайма Вайкуле, Мария Наумова, Лариса Мондрус, прославившая песню «Синий лен» на весь Союз и впоследствии эмигрировавшая в Мюнхен. Муж Мондрус, композитор Эгил Шварц, был однокурсником Паулса по консерватории и рассказал о том, как молодые музыканты вместе в 1954 году создавали первый в Латвии эстрадный ансамбль. А популярность в СССР Паулс получил благодаря чуткости сотрудника Всесоюзного радио, радиостанции «Маяк» Людмилы Дубовцевой, которая заметила его талант и включила его музыку в чарты радиостанции.

### Черновики будущего
С 2013 года Ксения Загоровская переводила книги документальной серии «Черновики будущего», в которых на основе архивных материалов и публикаций прессы излагается история Латвии с 1934 года по наше время. Авторы книги — сопредседатели Балтийского форума Янис Урбанович и Игорь Юргенс, а также латвийский публицист и историк Юрис Пайдерс, который взял на себя главный труд по поиску и отображению фактической истории, её трагических и позитивных моментов.

### Маятник богатства
Ксения Загоровская была переводчиком и редактором автобиографической и публицистической книги адвоката Яниса Зелмениса «Маятник богатства», в которой подробно изложена история приватизации Ventspils Nafta и создания транзитной империи мэра Вентспилса Айвара Лемберга. Книга вышла в 2015 году.

### «Начальник последней станции.Иван ОзолиниЛев Толстой: пересечение судеб»
Создание книги началось с публикации в газете «Час», которую инициировал антиквар Артур Авотиньш, обнаруживший в коллекции известного латышского искусствоведа и пианиста Видвуда Эглитиса картину Исаака Левитана «Поезд в пути». Владельцы были уверены, что картина была куплена у родственницы Ивана Озолина — того самого начальника станции Астапово, которая стала последней для Льва Толстого!
На статью откликнулся доктор филологии Янис Залитис, который в 1980-е годы защитил диссертацию о запрещенных произведениях Льва Толстого, выходивших на территории Лифляндской губернии с её либеральными порядками. Залитис и предложил узнать об Озолине подробнее и написать книгу.
Биографию своего героя Ксения собирала по крупицам: архивным документам, воспоминаниям современников, рассказам сотрудников московского Музея Л. Н. Толстого на Пречистенке, в филиале государственного музея в Астапове Липецкой области (ныне станция Лев Толстой).
По итогам пятилетней работы и командировок сложилась книга «Начальник последней станции. Иван Озолин и Лев Толстой: пересечение судеб», которая вышла из печати осенью 2016 года.
Презентация книги в России состоялась во время Толстовских чтений, которые ежегодно в ноябре проводятся в государственном музее писателя в Москве. А латвийская премьера «Начальника последней станции» прошла в Академической библиотеке Латвийского университета.

## Семья
- Сестра — латвийская журналистка Ина Ошкая.
- Муж — Александр Загоровский, инженер.
- Сын Евгений Загоровский (род. 1979) — выпускник Рижской средней школы № 10, Стокгольмской экономической школы, Иллинойсского университета (Чикаго, США). Работает в области финансов — в Риге, Катаре, Лондоне. В 2016 году учредил ежегодную премию 500 евро за выдающиеся достижения в математике для Рижской средней школы № 10 в память о своей учительнице и родственнице Валентине Ивановне Пахомовой, которая 49 лет проработала в этой школе.

## Награды
- 2011 — премия «Янтарное перо» Посольства Российской Федерации в Латвии.